# Jednotka

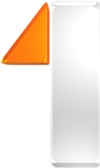
Logo (2004 – 2012)

Jednotka (lett. "Uno", stilizzato anche come :1; dal 1993 al 2004 – STV1) è il primo circuito televisivo (canale) della Slovenská televízia a rozhlas.
È stato creato 1º gennaio 1993 con la trasformazione del primo canale della Československá Televize/Československá Televízia (dopo il 1990 chiamato F1), che iniziò a trasmettere nel 1956 da Bratislava (dal 1962 anche da Košice e dal 1966 anche da Banská Bystrica ) ed era diverso dal successivo secondo canale concepito come federale, cioè ceco e clovacco.  Attualmente l'Unità fa parte di un multiplex pubblico.

## Produzione originale

### Serie TV per il 2022/2023
- Deväťdesiatky

#### Non più trasmesso nella coproduzione originale
- Strážmajster Topinka (2019)[1]
- Kriminálka 5. C (2019)[2][3]
- Inšpektor Max (2018)
- Doktor Martin (serie slovacca)|Doktor Martin (2015 – 2019)
- Tajné životy (2015 – 2017)
- Kolonáda (seriál)|Kolonáda (2014 – 2016)
- Policajti z centra (2013)
- Hlavne, že sa máme radi... (2013)
- Zlomok sekundy (2011)
- Kriminálka Staré Mesto (2010 – 2013)
- Obchod so šťastím (2008)
- Zborovňa (1999)

### Programmi TV
- Boli sme pri tom
- Čo ja viem
- Pečie celé Slovensko
- Seriál Pumpa|Pumpa (non più trasmesso)
- Boris & Brambor (non più trasmesso)
- Milujem Slovensko
- Neskoro večer
- Dámsky klub
- Duel (programma slovacco)|Duel
- Góly - body - sekundy
- O 5 minút 12
- Reportéri
- Sieň slávy
- Slovensko v obrazoch
- Správy STVR
- Svet v obrazoch
- Tajomstvo mojej kuchyne
- Traf to! (non più trasmesso)
- 5 proti 5 (non più trasmesso)
- Zlaté časy (non più trasmesso)
- Záhady tela
- 24 hodín (non più trasmesso)
- Apropo TV (non più trasmesso)
- Nikto nie je dokonalý (non più trasmesso)
- Blesk! (non più trasmesso)
- Čierna alebo biela (non più trasmesso)
- Chilli (programma slovacca)|Chilli (non più trasmesso)
- Dobré ráno, Slovensko (non più trasmesso)
- Ľudia na jednotku (non più trasmesso)
- Nečakané stretnutia (non più trasmesso)
- Dámsky magazín (non più trasmesso)
- Pošta pre teba (non più trasmesso)
- Zmenáreň (non più trasmesso)
- Ranný magazín (non più trasmesso)
- Extra (programma slovacca)|Extra (non più trasmesso)
- Futbal (non più trasmesso)
- Hitparáda XXL (non più trasmesso)
- Jednotka na jednotku (non più trasmesso)
- Koktail na dobrú noc (non più trasmesso)
- Koleso šťastia (non più trasmesso)
- Kriminálka Staré Mesto (non più trasmesso)
- Maxihra (non più trasmesso)
- Milionár (non più trasmesso)
- Môj najmilší hit (non più trasmesso)
- Najväčšie kriminálne prípady Slovenska (non più trasmesso)
- Odpovede z obrazovky (non più trasmesso)
- Peniaze na ruku (non più trasmesso)
- Relax na Jednotke (non più trasmesso)
- Ruku na to! (non più trasmesso)
- S.O.S. (programma slovacco)|S.O.S. (non più trasmesso)
- Hit storočia (non più trasmesso)
- Slovensko hľadá Superstar|Slovensko hľadá SuperStar (non più trasmesso)
- Super Telo (non più trasmesso)
- Takí sme boli (non più trasmesso)
- Mini talent show (non più trasmesso)
- Chodili sme spolu (non più trasmesso)
- Bumerang (programma slovacco)|Bumerang (non più trasmesso)
- Vadkerti talkshow (non più trasmesso)
- Vojna kuchárov (non più trasmesso)
- Superkvíz (non più trasmesso)
- Doslova (non più trasmesso)
- Zoči-voči (non più trasmesso)
- Dr.Quiz (non più trasmesso)
- Šlágerparáda (non più trasmesso)
- Pre a proti (non più trasmesso)
- Svadba snov (non più trasmesso)
- Citronáda (non più trasmesso)

### Programmi per bambini
- Detské správy (non più trasmesso)
- Elá hop! (non più trasmesso)
- Góóól (non più trasmesso)
- Si v obraze? (non più trasmesso)
- Superchyty (non più trasmesso)
- SuperKvíz Junior (non più trasmesso)
- Duel Junior
- Fidlibum
- Daj si čas
- Trpaslíci
- Zázračný ateliér
- Slniečko
- Chochmesovci